# Rio Ardeleni
O Rio Ardeleni é um rio da Romênia afluente do rio Apa Mare, localizado nos distritos de Arad e Timiş.